# Cleome longifolia
Cleome longifolia är en paradisblomsterväxtart som beskrevs av Presl. Cleome longifolia ingår i släktet paradisblomstersläktet, och familjen paradisblomsterväxter. Inga underarter finns listade i Catalogue of Life.